# Aurora (Dakota del Sud)
Aurora és una població dels Estats Units a l'estat de Dakota del Sud. Segons el cens del 2000 tenia 500 habitants.

## Demografia
Segons el cens del 2000, Aurora tenia 500 habitants, 205 habitatges, i 136 famílies. La densitat de població era de 419,7 habitants per km².
Dels 205 habitatges en un 36,6% hi vivien nens de menys de 18 anys, en un 59% hi vivien parelles casades, en un 5,9% dones solteres, i en un 33,2% no eren unitats familiars. En el 27,8% dels habitatges hi vivien persones soles el 8,3% de les quals corresponia a persones de 65 anys o més que vivien soles. El nombre mitjà de persones vivint en cada habitatge era de 2,44 i el nombre mitjà de persones que vivien en cada família era de 3,03.
Per edats la població es repartia de la següent manera: un 25,4% tenia menys de 18 anys, un 11,8% entre 18 i 24, un 32% entre 25 i 44, un 21,8% de 45 a 60 i un 9% 65 anys o més.
L'edat mediana era de 33 anys. Per cada 100 dones de 18 o més anys hi havia 102,7 homes.
La renda mediana per habitatge era de 38.456 $ i la renda mediana per família de 43.500 $. Els homes tenien una renda mediana de 26.953 $ mentre que les dones 20.089 $. La renda per capita de la població era de 15.819 $. Cap de les famílies i el 2,4% de la població estaven per davall del llindar de pobresa.

## Poblacions més properes
El següent diagrama mostra les poblacions més properes.